# The Perfect Crime (album)
The Perfect Crime je druhé album anglické punk rockové kapely Anti-Nowhere League. Hudba kapely se výrazně zlepšila od debutového alba We Are…The League. Toto album je směs rocku z 80. let a lehkého punkového zvuku.

## Seznam skladeb
1. "Crime"
2. "Atomic Harvest"
3. "On the Waterfront"
4. "Branded"
5. "(I Don't Believe) This Is My England"
6. "Johannesburg"
7. "The Shining"
8. "Working for the Company"
9. "System"
10. "The Curtain"

## Sestava
- Animal – zpěv
- Magoo – rytmická kytara
- Gilly (Mark Gilham) – vedoucí kytara
- Winston Blake – basa
- JB – bicí